# Justus Schlingensiepen

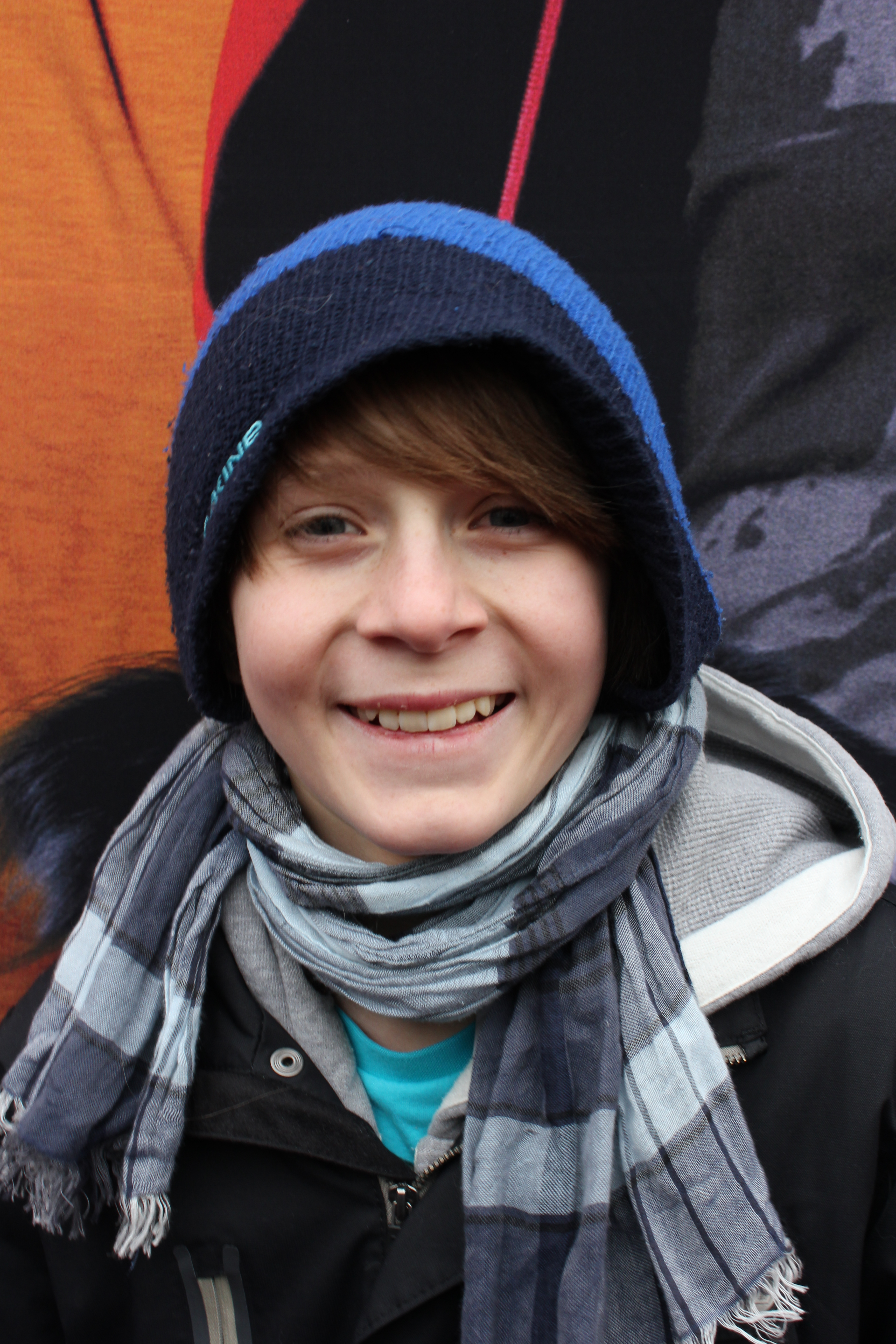
Justus Schlingensiepen (2012)

Justus Schlingensiepen (* 14. Februar 1999 in München) ist ein deutscher Schauspieler.

## Leben
Über seine Herkunft wie auch sein privates Leben ist in der Öffentlichkeit nicht viel bekannt. Erste Schritte im Filmgeschäft machte Justus Schlingensiepen als Double und Stuntboy für Jonas Hämmerle in einer der Wickie-Verfilmungen von Michael Herbig. Im Fernsehen war er erstmals 2010, in einer kleinen Rolle in dem Film Zimtstern und Halbmond, zu sehen. 2011 war er in einer tragenden Rolle im ARD-Fernsehfilm Und dennoch lieben wir zu finden, in dem er erstmals mit Quirin Oettl zusammen spielte. Ebenfalls mit diesem zusammen spielt er im Kinofilm Fünf Freunde, der nach einem Buch aus der gleichnamigen Serie Fünf Freunde von Enid Blyton entstand. Justus Schlingensiepen spielt dabei mit der Rolle des Dick eine der Hauptrollen. Der Spielfilm kam Ende Januar 2012 in die deutschen Kinos. Durch den Erfolg des ersten Teils war Schlingensiepen im zweiten, dritten und vierten Teil erneut in seiner Hauptrolle zu sehen.

## Filmografie

### Filme
- 2012: Fünf Freunde
- 2013: Fünf Freunde 2
- 2014: Fünf Freunde 3
- 2015: Fünf Freunde 4
- 2015: Ostwind 2

### Fernsehen
- 2010: Zimtstern und Halbmond[3]
- 2011: Und dennoch lieben wir
- 2014: Tatort: Das verkaufte Lächeln
- 2016: Die Kinder der Villa Emma
- 2019: Hubert ohne Staller
- 2019: Servus, Schwiegersohn!
- 2021: Servus, Schwiegermutter!